# 少昊
少昊（？—？），昊又作皞、皓、顥，又稱青陽氏、金天氏、窮桑氏、雲陽氏，或稱朱宣或清陽。姓己，名摯（亦作質、鸷），為黃帝之子，生於穷桑（今山東省曲阜北），建都于曲阜。傳說他能繼承太昊的德行，故稱少昊或小昊。又“鸷”，乃手执鹰隼之意，故少昊名“鸷”（传说少昊养有猛禽鹰隼作为宠物，故名“鸷”）。司马迁在《史记》中没有将少昊列为五帝之一，但《礼记•月令》、《尚书·序》、《帝王世纪》等则视少昊为五帝之一。
亦有另一傳說四凶之一窮奇為少昊之子，少昊还是殷商始祖帝嚳（玄鸟氏）的祖父（另一说帝喾祖父为玄嚣）。他曾以鳥作官名，並設有管理手工業和農業的官。活動於山東西南部一帶，擅於治水與農耕。
據舊史少昊、青陽、玄嚣是否同一人並無公論。一說少昊非青陽玄囂，而是遠古時期太皞族的後裔少皞族，因被黃帝族打敗名號被吸收。
少昊金天氏，西方之神，金星的化身。在《山海经》中，蓐收是他的助手，少昊表示秋天收割之金神。少昊死后，成为白帝。
今有少昊陵，位于今山东省曲阜市城东旧县村。

## 文獻記載
據《左傳》，前525年，郯子訪問魯國時，列舉古代帝王。少皞氏為鳥師，在大皞氏之後，始祖名摯，即位時有鳳鳥到，故以鳥來命名，郯國為其後裔。
《逸周書》記載，赤帝曾任命蚩尤統治少昊之地。隨著蚩尤勢力變大，與赤帝在涿鹿發生戰爭。赤帝不敵，求助於黃帝。黃帝擊敗蚩尤，讓天下恢復和平。黃帝重新任命少昊為鳥師，統理五帝之官。《越絕書》則稱炎帝傳位於黃帝，黃帝任命少昊治理西方，由蚩尤輔佐。

## 後裔
漢族中，金姓與臺姓據說起源自少昊氏。
朝鮮半島的新羅曾認為自己為少昊後裔。見《三国史记》金庾信傳。

## 現代考證
顾颉刚认为的少昊氏加入古史系统自刘歆始。然而，近代考古学家在山东大汶口遗址发现了天顶太阳有形如昊字的族徽后否定了顾颉刚的观点。
中華人民共和國學者余太山認為，少昊後代的允姓之戎，向西遷徙，成為塞種先祖，其後代建立了大夏、月氏與貴霜帝國等。由於在考古人類學上，塞種與吐火羅人一樣，皆源自原始印歐人，所以余太山進一步推測如少昊等，源於黃帝的各部族，可能都帶有原始印歐人血統。而曾憲法認為塞種人起源於克里米亞半島與黑海北岸，於公元前2000年至公元前1000年間東擴至羅布泊。考古学的研究指出，古代印歐人種東進的地理介限位於新疆東部至甘肅西部之間，在此以東的地區並沒有發現具有印歐人種型態的類群。
复旦大学教授李辉根据现代分子生物学与考古学研究成果推测山东大汶口文化的主人少昊是发源于湖南高庙文化伏羲、太昊的继承者，少昊在公元前三千年左右北上進入中原。

## 相關
| 前任： 父黄帝 | 中国中原地区君主 | 繼任： 侄子颛顼 |